# Mistrzostwa Świata w Siatkówce Plażowej 2005
Rezultaty V MŚ w siatkówce plażowej, które odbyły się w dniach 21–26 czerwca 2005 roku w Berlinie.

## Mężczyźni
| Lp. | Zawodnicy                            | Medal |
| --- | ------------------------------------ | ----- |
| 1   | Marcio Araujo / Fabio Luiz Magalhães |       |
| 2   | Sascha Heyer / Paul Laciga           |       |
| 3   | Julius Brink / Kjell Schneider       |       |

## Kobiety
| Lp. | Zawodnicy                           | Medal |
| --- | ----------------------------------- | ----- |
| 1   | Misty May-Treanor / Kerri Walsh     |       |
| 2   | Juliana Felisberta / Larissa França |       |
| 3   | Tian Jia / Wang Fei                 |       |